# Evandro Guerra
Evandro Motta Marcondes Guerra (Ibirá, 27 de dezembro de 1981) é voleibolista indoor brasileiro atuante na posição de Oposto e também serviu a Seleção Brasileira tanto nas categorias de base, quanto na adulta. Sagrou-se na Polônia campeão no Mundial Juvenil em 2001 e na atuando pela seleção principal conquistou a medalha de ouro na Liga Mundial de 2006, cuja fase final foi na Rússia, e foi por esta também medalha de ouro na Copa dos Campeões de 2013 no Japão.

## Carreira
Evandro nasceu em Ibirá, esta situada na Microrregião de São José do Rio Preto, e aos 13 anos de idade partiu para a cidade de São Paulo para participar de testes para ingressar na equipe do Esporte Clube Banespa, obteve obteve êxito sendo aprovado e iniciando assim sua carreira como atleta profissional.
Em 2001 pela categoria juvenil  integrou a seleção brasileira e conquistou a medalha de ouro no respectivo Campeonato Mundial realizado em Wrocław, Polônia. No ano de 2006 foi o camisa 15 da Seleção Brasileira que conquistou a medalha de ouro na Liga Mundial cuja sede da fase final foi em Moscou.
Na temporada 2009–10 disputou a Liga A2 Italiana, sendo semifinalista desta e também da Copa Itália A2 e na temporada seguinte terminou na décima terceira posição da Liga A1 Italiana.
Além de ter atuado em muitos clubes brasileiro, teve passagem pelo voleibol grego, italiano e argentino, sendo neste o mais bem sucedido, com destaque  pela sua desenvoltura reconhecida pela mídia argentina e recebeu prêmio de melhor jogador.
Em 2013 conquistou pela equipe argentina UPCN a medalha de ouro no Sul-Americano de Clubes realizado em Belo Horizonte e neste mesmo ano foi convocado pelo técnico Bernardo Rezende em preparação para edição da Copa dos Campeões no Japão e conquistou o ouro nesta edição, vestindo a camisa 9 figurou entres os maiores pontuadores ocupando a trigésima oitava posição, também apareceu nas estatísticas como vigésimo oitavo melhor bloqueador.
Retornou ao Brasil para defender a equipe do SESI-SP para temporada 2013–14 contribuiu para sua equipe avançar as finais da Superliga, mas por problemas de contusão ficou de fora da fase final, pois, sua recuperação não tinha prazos para seu retorno, na qual seu clube encerrou com o vice-campeonato da edição. Foi vice-campeão da Superliga Brasileira A 1996–97, bronze na edição de 1999–00, vice-campeão nas edições de 2004–05 e 2006–07 e campeão na de 2007–08.
Atuou por duas temporadas seguidas pelo clube japones Suntory Sunbirds, na primeira conquistou o vice-campeonato na Liga A Japonesa (V-League) de 2014-15, sagrando-se campeçao da Copa da Águia (Kurowashiki) de 2015 e foi o melhor jogador da competição e na temporada 2015-16 alcançou o sétimo lugar na correspondente Liga A Japonesa.
Convocado em 2016 para Seleção Brasileira e disputou a primeira fase e a fase final da Liga Mundial, com a fase final na Cracóvia, Polônia, vestindo a camisa 17 na conquista da medalha de prata. Foi convocado para elenco da seleção principal que se preparava para os Jogos Olímpicos de 2016 no Rio de Janeiro e disputou a edição dos Jogos Olímpicos de Verão de 2016 no Rio de Janeiro, e conquistou a medalha de ouro.
Foi contratado pelo Sada Cruzeiro Vôlei e conquistou o campeonato no Campeonato Mineiro de 2016 e o sagrando-se campeão também da Supercopa Brasileira de 2016; nesta jornada disputou a Superliga Brasileira A 2016-17 alcançando o tetracampeonato consecutivo nacional..Disputou a edição do Campeonato Mundial de Clubes e vestindo a camisa 8obtendo a medalha de ouro.e premiado como o melhor oposto da competição.
Em 2017 disputou a Copa Brasil realizada em Campinas, ocasião que avançou as semifinais e nesta fase ocorreu a eliminação, também sagrou-se campeão da edição do Campeonato Sul-Americano de Clubes de 2017, sediado em Montes Claros.
Renovou com o Sada Cruzeiro para as competições do período 2017-18, na pré-temporada disputou aa edição do Desafio Sul-Americano de Vôlei na San Juan (Argentina) conquistando o título, também alcançando o bicampeonato do Campeonato Mineiro de 2017 e o título também na edição da Supercopa de 2017 e conquistou nesta mesma temporada o título da Coa Brasil de 2018 em São Paulo e neste mesmo ano conquistou a medalha de ouro na edição do Campeonato Sul-Americano de Clubes novamente sediada em Montes Claros e foi premiado como o melhor jogador da competição.E venceu a primeira partida da final da Superliga Brasileira A 2017-18 e ao vencer a segunda partida dos playoffs da fase final sagrou-se campeão nacional de forma consecutiva.
Renovou com o Sada Cruzeiro por mais uma temporada e conquistou o título do Campeonato Mineiro de 2018, na sequência conquistou o vice-campeonato da Supercopa Brasileira de 2018 realizada em Belo Horizonte.

## Títulos e resultados
- Supercopa Brasileira de Voleibol:2016[22]e 2017[34]
- Supercopa Brasileira de Voleibol:2018[43]
- Superliga Brasileira-Série A:2016-17[25] e  2017-18[40]
- Copa Brasil:2018[35]
- Campeonato Mineiro:2016[21], 2017[33]e 2018[41]
- V.League(Japão)ː2014-15[15]
- Copa da Águia (Kurowashiki)ː2015[16]
- Superliga Brasileira Aː2013-14[13]
- Liga  A Argentinaː2012-13[carece de fontes?]
- Liga  A Argentinaː2011-12[carece de fontes?]
- Superliga Brasileira Aː2007-08[14]
- Superliga Brasileira Aː2006-07[14]
- Superliga Brasileira Aː2004-05[14]
- Superliga Brasileira Aː1996-97[14]
- Superliga Brasileira Aː1999-00[14]

## Premiações individuais
- Melhor Oposto do Campeonato Mundial de Clubes de 2016[28]
- MVP da Copa da Águia do Japão de 2015[16]
- MVP  do Campeonato Sul-Americano de Clubes de 2013[2]
- MVP da Copa ACLAV de 2013[2]
- Maior Pontuador  da Liga A1 Argentina de 2012-13[2]
- Maior Pontuador  da Liga A1 Argentina de 2011-12[6]
- Melhor Sacador  da Liga A1 Argentina de 2011-12[6]
- Melhor Atacante da Copa Brasil de 2007[2]